# Wayne Dustin
Wayne Dustin (* 18. September 1965 in Sault Sainte Marie) ist ein ehemaliger kanadischer Skilangläufer.

## Werdegang
Dustin trat international erstmals bei den Junioren-Skiweltmeisterschaften 1983 in Kuopio in Erscheinung. Dort belegte er den 49. Platz über 15 km und den 14. Rang mit der Staffel. Im folgenden Jahr kam er bei den Junioren-Skiweltmeisterschaften 1984 in Trondheim auf den 21. Platz über 15 km und auf den neunten Rang mit der Staffel. In der Saison 1984/85 lief er bei den Junioren-Skiweltmeisterschaften 1985 in Täsch auf den 13. Platz über 15 km und den neunten Rang mit der Staffel und bei den nordischen Skiweltmeisterschaften 1985 in Seefeld in Tirol auf den 12. Platz mit der Staffel. Zudem holte er bei der Winter-Universiade 1985 in Belluno Bronze mit der Staffel. Bei den nordischen Skiweltmeisterschaften 1987 in Oberstdorf belegte er den 37. Platz über 30 km klassisch und den achten Rang mit der Staffel und bei den Olympischen Winterspielen 1988 in Calgary den 49. Platz über 50 km Freistil und den 46. Rang über 30 km klassisch. Im folgenden Jahr errang er bei den nordischen Skiweltmeisterschaften in Lahti den 52. Platz über 30 km klassisch und den 43. Platz über 15 km Freistil. Bei den nordischen Skiweltmeisterschaften 1991 im Val di Fiemme lief er den 42. Platz über 10 km klassisch und den 38. Platz 30 km klassisch. Seine besten Platzierungen bei den Olympischen Winterspielen 1992 in Albertville waren der 46. Platz über 50 km Freistil und zusammen mit Dany Bouchard, Yves Bilodeau und Darren Derochie der 11. Rang in der Staffel. Seine letzten Weltmeisterschaften absolvierte er im Februar 1993 in Falun. Dort belegte den 60. Platz über 30 km klassisch, den 45. Rang über 50 km Freistil und den 14. Platz mit der Staffel.